# West Philadelphia Elevated
Die West Philadelphia Elevated (auch: High Line oder Philadelphia High Line, deutsch: Hochbahn Philadelphia-West) ist ein Eisenbahnviadukt im Westen von Philadelphia im US-Bundesstaat Pennsylvania. Das 8140 Fuß (2481 Meter) lange Bauwerk überspannt die Bahnanlagen der 30th Street Station parallel zum Hauptstrang der Gleise in Süd-Nord-Richtung. Die 318,5 Meter lange nördliche Auffahrt aus gemauerten Bögen ist die längste Ziegelbrücke und wahrscheinlich sogar das längste Ziegelbauwerk der Vereinigten Staaten überhaupt.
Der Viadukt wurde 1903 von der Pennsylvania Railroad (PRR) errichtet und gehört heute zur Harrisburg Subdivision der Eisenbahngesellschaft CSX Transportation.

## Entstehung

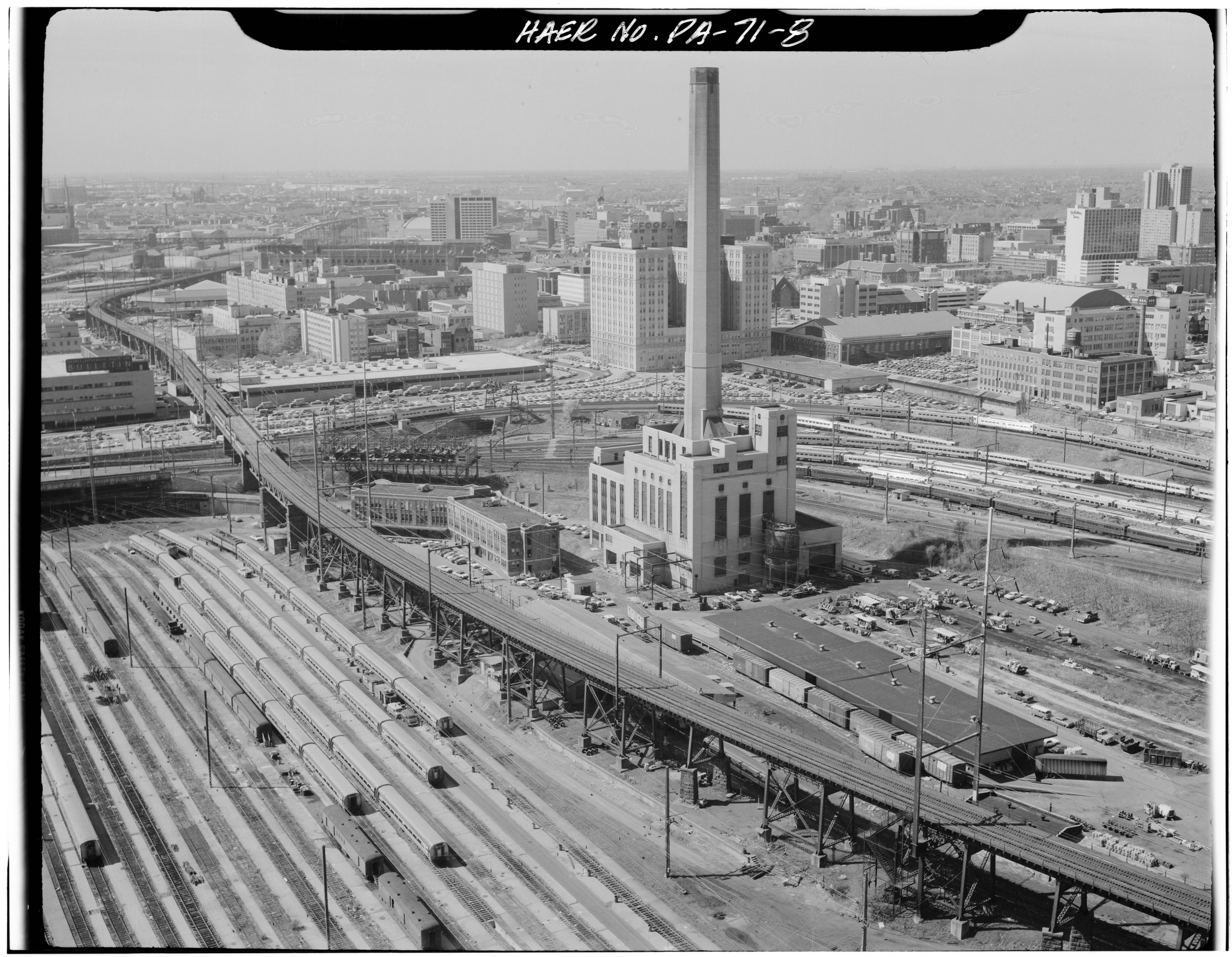
Die High Line diente dazu, den Bereich um die 30th Street Station zu umfahren.

Um die Jahrhundertwende führte die Pennsylvania Railroad (PRR) eine Reihe von Ausbaumaßnahmen in ihrem Streckennetz durch. Diese standen unter der Zielsetzung, die Abwicklung des Güterverkehrs insofern zu verbessern, als dass Personen- und Güterzüge soweit möglich auf separaten Streckengleisen geführt werden sollten. Damit sollte dem gestiegenen Verkehrsaufkommen Rechnung getragen werden.
Im Stadtgebiet von Philadelphia erwies sich speziell die Streckenführung des Nordost-Korridors um den zentralen Personenbahnhof Broad Street Station als Nadelöhr. Der Kopfbahnhof befand sich auf der Ostseite des Schuylkill und war über ein Gleisdreieck auf der Westseite des Flusses an die dort verlaufende Hauptstrecke angeschlossen. Im Bereich dieses Knotenbauwerks befanden sich außerdem ein Bahnbetriebswerk, verschiedene Industrieanlagen sowie ab 1903 die West Philadelphia Station (deutsch: Westbahnhof) für durchgehende Züge in Nord-Süd-Richtung.
Dazu mündeten ganz in der Nähe einige Bahnstrecken ein, auf der Nordseite die Philadelphia to Harrisburg Main Line nach Harrisburg, die Zufahrt zum 37th Street Yard (Güterbahnhof 37. Straße) sowie mit der Junction Railroad die Verbindungsbahn zur PRR-Konkurrentin Reading. Auf der Südseite zweigten die Strecke nach West Chester und die Zufahrt zum Hafen im Süden der Stadt ab.
Mit der West Philadelphia Elevated sollten nun zwei Durchgangsgleise für den Güterverkehr in Nord-Süd-Richtung über diese Bahnanlagen hinweggeführt werden. Damit sollten Güterzüge, die aus New York City oder Harrisburg kommend in Richtung Süden nach Baltimore und Washington, D.C. weiterfahren wollten, die beschriebenen Bahnanlagen umfahren können. Ebenso wurden die Junction Railroad und die Zufahrt zum Hafen an den Viadukt angeschlossen.
Der Bau wurde am 24. Dezember 1902 von der Stadtverwaltung genehmigt. Die Bauarbeiten wurden bis Ende 1904 abgeschlossen.

## Verlauf

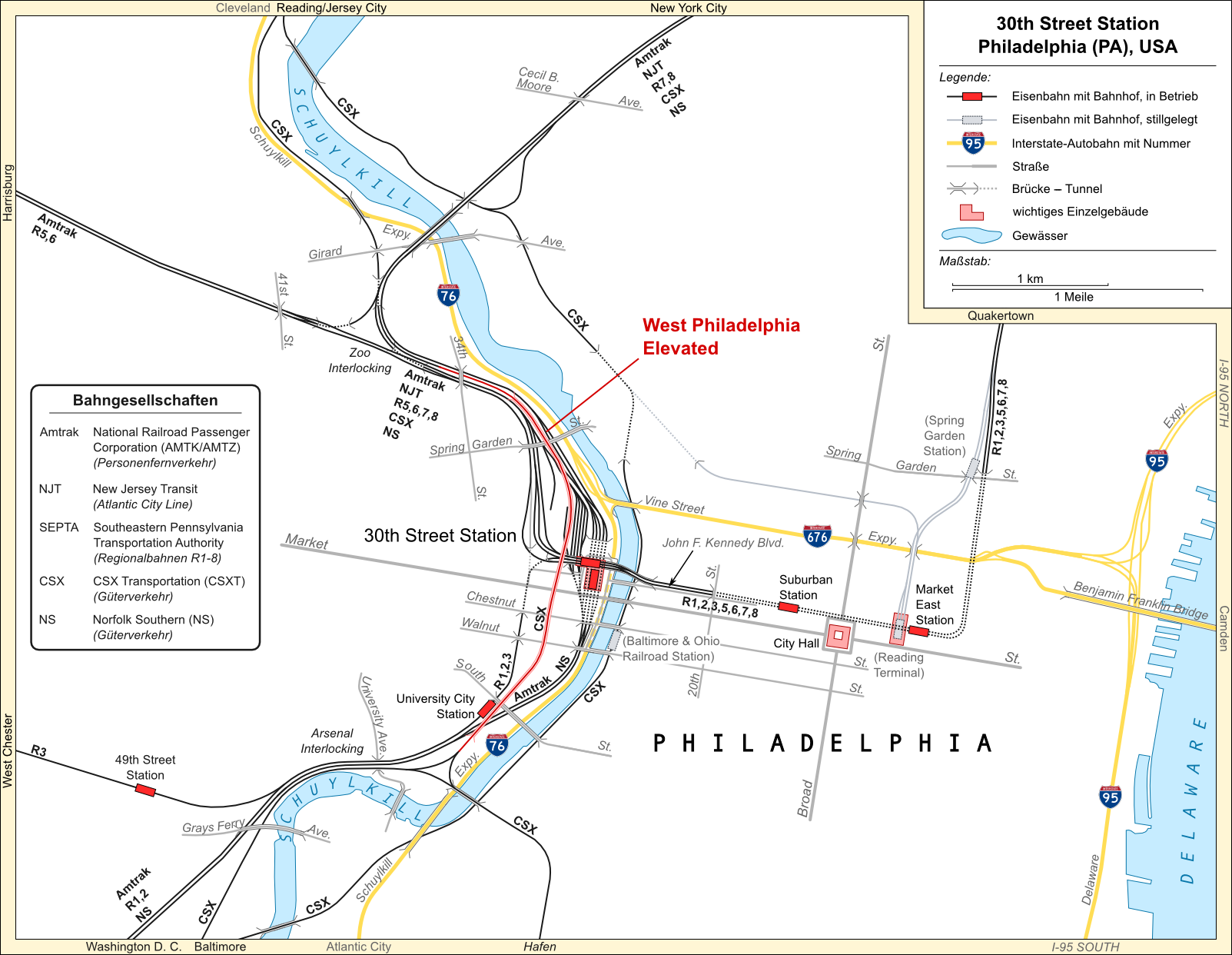
Der Viadukt auf der Karte zur 30th Street Station.

Der Viadukt erstreckt sich über eine Gesamtlänge von 8140 Fuß (2481 Meter) in Süd-Nord-Richtung und ist an beiden Enden über aufgeschüttete Bahndämme erreichbar. Er beschreibt dabei eine leichte Linkskurve, die durch den Verlauf des Bahnkörpers um die 30th Street Station herum und letztlich des Schuylkill selbst vorgegeben ist.
Die südliche Rampe liegt zwischen den Gleisen des Nordost-Korridors und dem Schuylkill. Dort liegt das Gleisdreieck Arsenal Interlocking, das den Zusammenlauf zweier Güterbahnen markiert: Von Osten her mündet die Harrisburg Subdivision ein, die aus Richtung Hafen kommt und gerade den Schuylkill auf der Arsenal Bridge überquert hat, und aus Richtung Südwesten kommt das Verbindungsgleis vom Nordost-Korridor; dieses dient gleichzeitig als Zufahrt von der parallel dazu verlaufenden Philadelphia Subdivision der CSX. Der Viadukt beginnt direkt hinter dem Zusammenlauf der beiden Güterbahnen etwa 1,3 km Luftlinie südwestlich der 30th Street Station.
Die High Line verläuft zunächst in nordöstlicher Richtung. Dabei überquert es in spitzem Winkel die Hauptgleise des Nordost-Korridors, führt dann unmittelbar östlich an der Regionalbahnstation University City vorbei und überspannt dahinter die Straßenbrücke der South Street. Nach etwa 450 Metern schwenkt der Viadukt nach Norden ein und überquert nacheinander die Straßenzüge Walnut Street, Chestnut Street, Ludlow Street, Market Street und John F. Kennedy Boulevard. Die Strecke führt in diesem Bereich entlang der 31st Street und passt sich dabei der Ausrichtung des Straßennetzgitters an.
Anschließend geht es mit etwa 170 Metern Abstand westlich am Empfangsgebäude der 30th Street Station vorbei, wobei die obere Bahnsteigebene des Turmbahnhofs an ihrem äußersten westlichen Ende überquert wird.

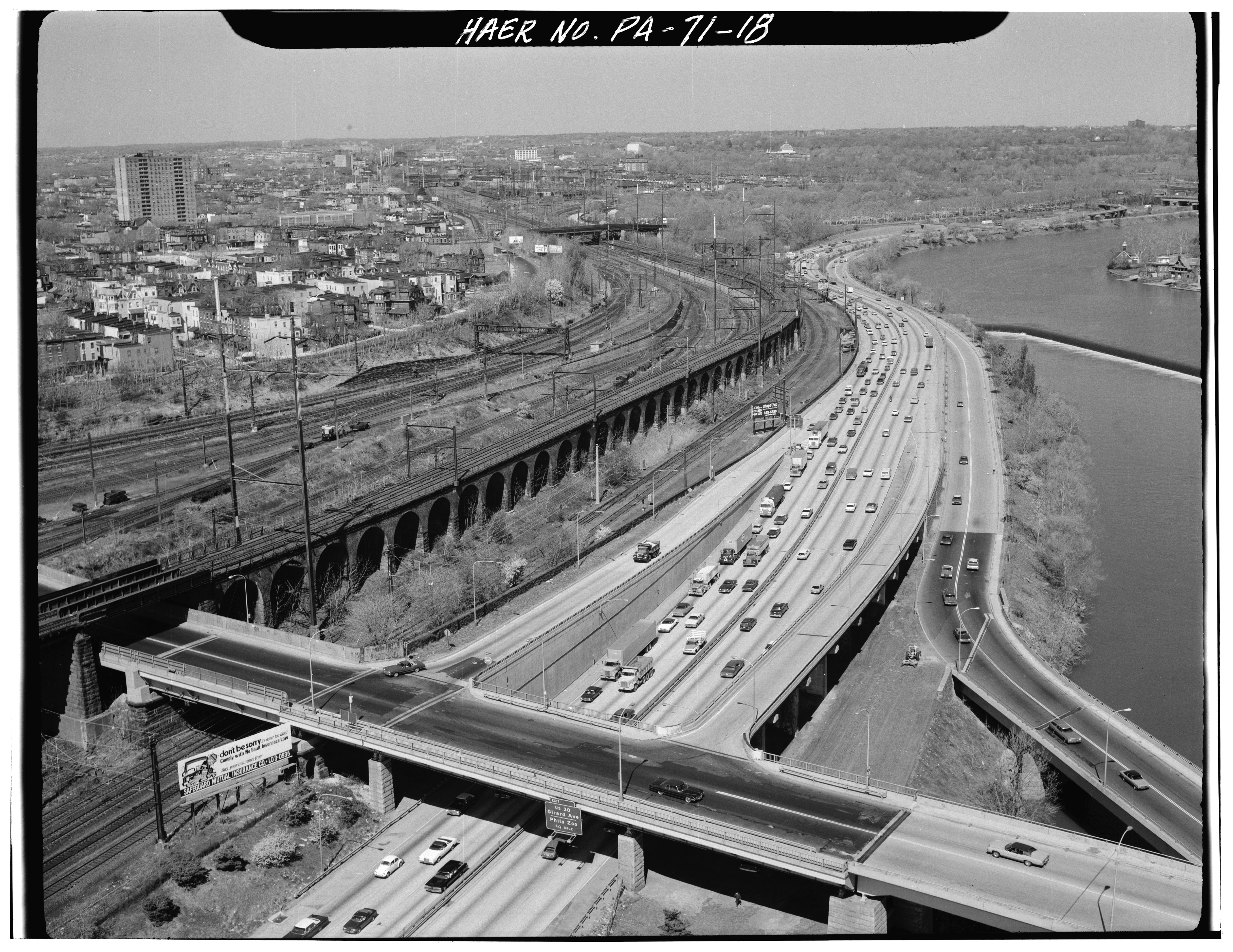
Die Rampe mit den gemauerten Bögen am nördlichen Ende.

Dahinter beginnt eine langgezogene, gleichmäßige Linkskurve, die oberhalb des nördlichen Gleisfelds der 30th Street Station verläuft. Etwa 320 Meter nördlich der Überquerung der Straßenbrücke Spring Garden Street endet der Viadukt an einer 450 Meter langen Rampe, die in Höhe der Straßenbrücke 34th Street endet. Dieser Bereich liegt unmittelbar südöstlich von Zoo Interlocking, dem Gleisdreieck zwischen dem Nordost-Korridor und der Philadelphia to Harrisburg Main Line.
Die Rampe am Nordende führt in die Mitte des Bahnkörpers hinab. Allerdings gibt es an dieser Stelle seit etwa 1995 keine Gleisverbindungen mehr; die Strecke fädelt nach etwa 750 Metern über einen Tunnel nach Nordwesten hin aus und führt zur Trenton Subdivision der CSX, die wiederum Richtung Jersey City führt.

## Funktion
Die West Philadelphia Elevated wurde von der Pennsylvania Railroad erbaut, um den Güterverkehr entlang des Nordost-Korridors aufzunehmen. Daher wurden an die Zufahrten neben der Hauptstrecke selbst vorwiegend Güterbahnen angeschlossen, deren wichtigste die Verbindung zum Hafen am südlichen Ende war. Daran änderten der Zusammenschluss mit der New York Central Railroad zur Penn Central und die Übernahme des Güterverkehrs durch die Conrail nach deren Konkurs zunächst nichts.
Mit dem Ausbau des Nordost-Korridors für den Acela Express Anfang der 1990er Jahre wurde der Güterverkehr dann fast vollständig auf die parallel verlaufenden Strecken der einstigen PRR-Konkurrenten Baltimore and Ohio Railroad (B&O) und Reading verlagert, die seinerzeit beide zur CSX gehörten. Von dort aus gab es aber seit jeher keine direkte Zufahrt zum Hafen von Philadelphia, sodass die Züge auch weiterhin nur über die Junction Railroad und die High Line dorthin gelangen konnten. Die Verbindungen zum Nordost-Korridor wurden dagegen abgebaut.
Stattdessen entstand am Südende eine neue Verbindungskurve zur Philadelphia Subdivision der CSX, so dass der Viadukt zusammen mit der Junction Railroad nunmehr eine Parallelstrecke zur ehemaligen B&O im Stadtgebiet Philadelphias darstellt, über die zusätzlich der Hafen angefahren werden kann.

## Konstruktion und Erscheinungsbild
Der Viadukt besteht aus zwei Abschnitten. Den weitaus größeren Teil macht dabei eine Stahlkonstruktion mit 136 Feldern und ebenso vielen Pfeilern aus. Der Abschnitt nördlich der Spring Garden Street besteht dagegen aus einer Bogenbrücke mit 30 gemauerten Bögen, die bis auf halbe Höhe zur 34th Street reicht. Der Viadukt ist zweigleisig ausgelegt und wurde wahrscheinlich um 1930 elektrifiziert. Das westliche Gleis ist seit mindestens Ende der 1990er Jahre nicht mehr befahrbar.

### Stahlkonstruktion

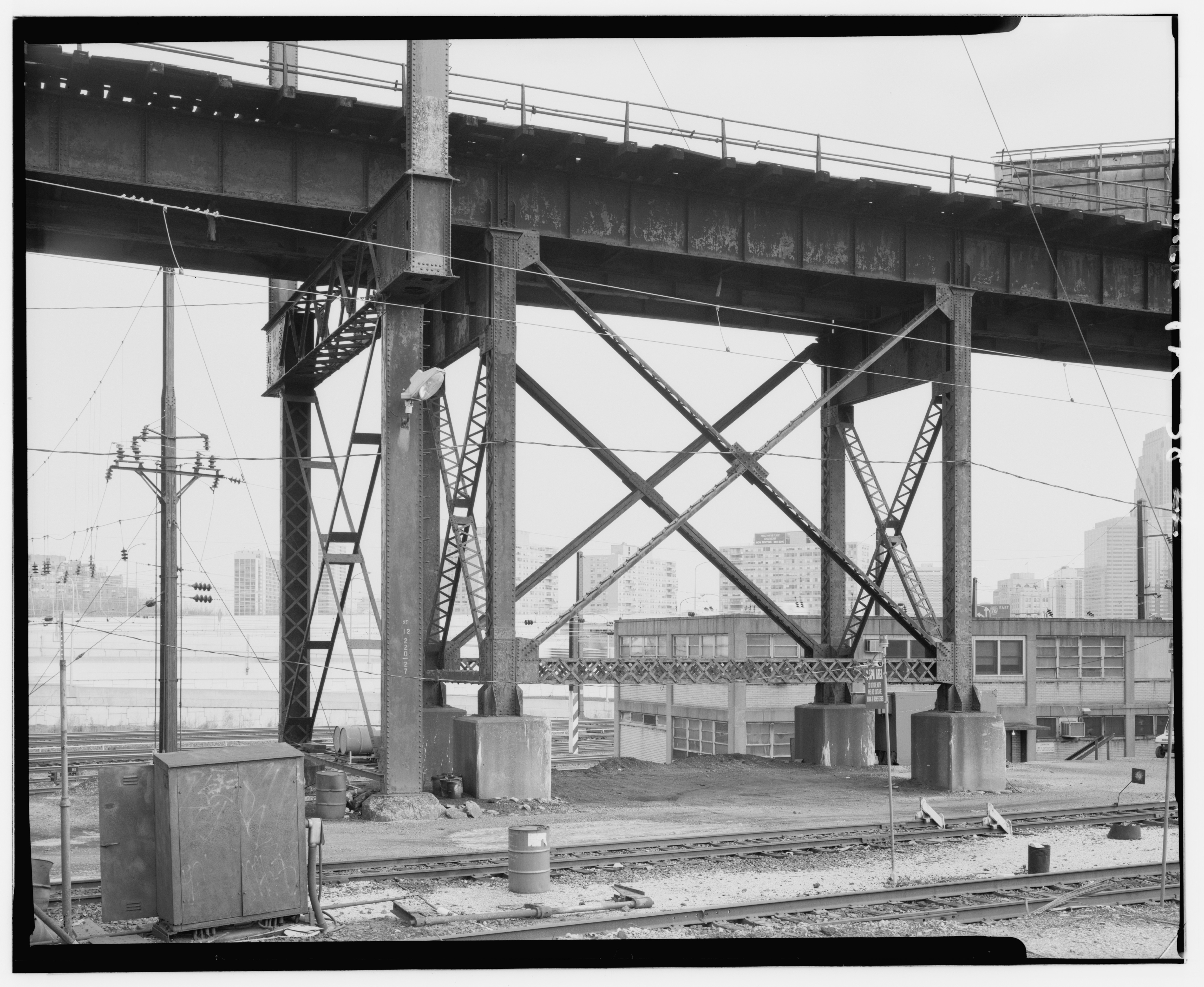
Eine der Stahlstützen.

Die grundsätzliche Konstruktion der beiden stählernen Abschnitte besteht aus einer Reihe von Stützrahmen („Portale“) entlang der Trasse, worauf für jedes der beiden Gleise ein Längsträgerpaar ruht. Die Rahmen sind schätzungsweise etwa 10 Meter hoch und stehen abwechselnd in etwa 12 und 15 Metern Abstand zueinander, wobei die jeweils näher zusammenstehenden Paare zur Versteifung mit diagonal verlaufenden Stäben in Längs- und Querrichtung zu Stahlgerüsten verbunden sind.

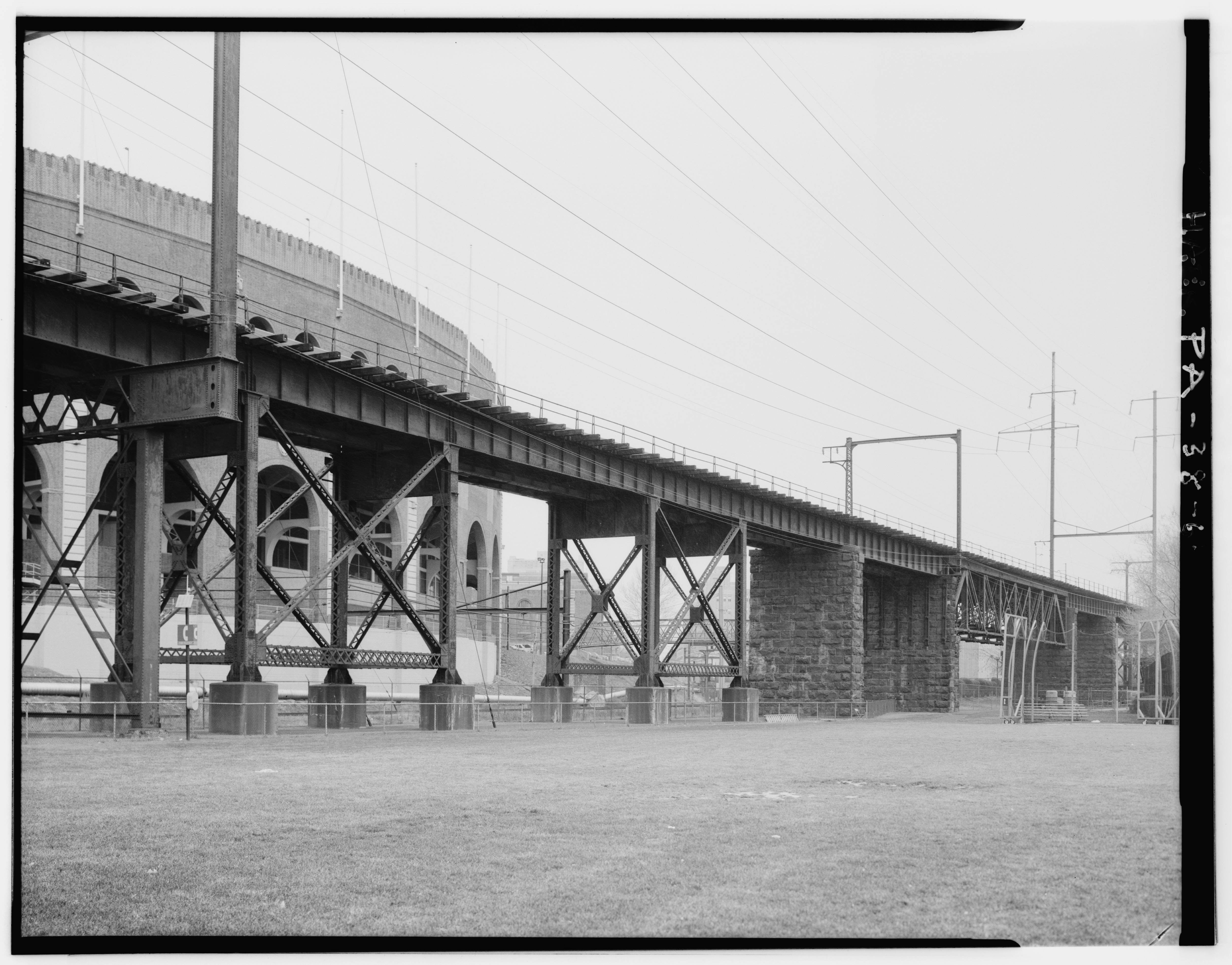
Verschieden lange Felder entlang der Trasse.

Die örtlichen Gegebenheiten erforderten jedoch an einigen Stellen Abweichungen von diesem Schema. Wo etwa aufgrund kreuzender Straßen keine Gerüstkonstruktionen möglich waren, wurde stattdessen eine Folge von Natursteinpfeilern gesetzt. Die zugehörigen Felder haben häufig Überlänge und sind dann entweder als untenliegende Stahlfachwerkkonstruktion oder – für größere Durchfahrtshöhen – als obenliegende, vollwandige Träger ausgeführt. Der längste solche Abschnitt hat eine Spannweite von 156 Fuß (47,55 m).
Etliche dieser überlangen Felder stehen im Zusammenhang mit den Gleisanlagen von 1903. Seit deren Umbau im Zuge der Philadelphia Improvements in den 1930er Jahren hat sich deren Gestalt jedoch vollkommen verändert. Daher korrespondieren diese Felder heute nicht mehr unbedingt mit den örtlichen Gegebenheiten, sodass ihre Anordnung aus heutiger Sicht teilweise recht willkürlich erscheint.

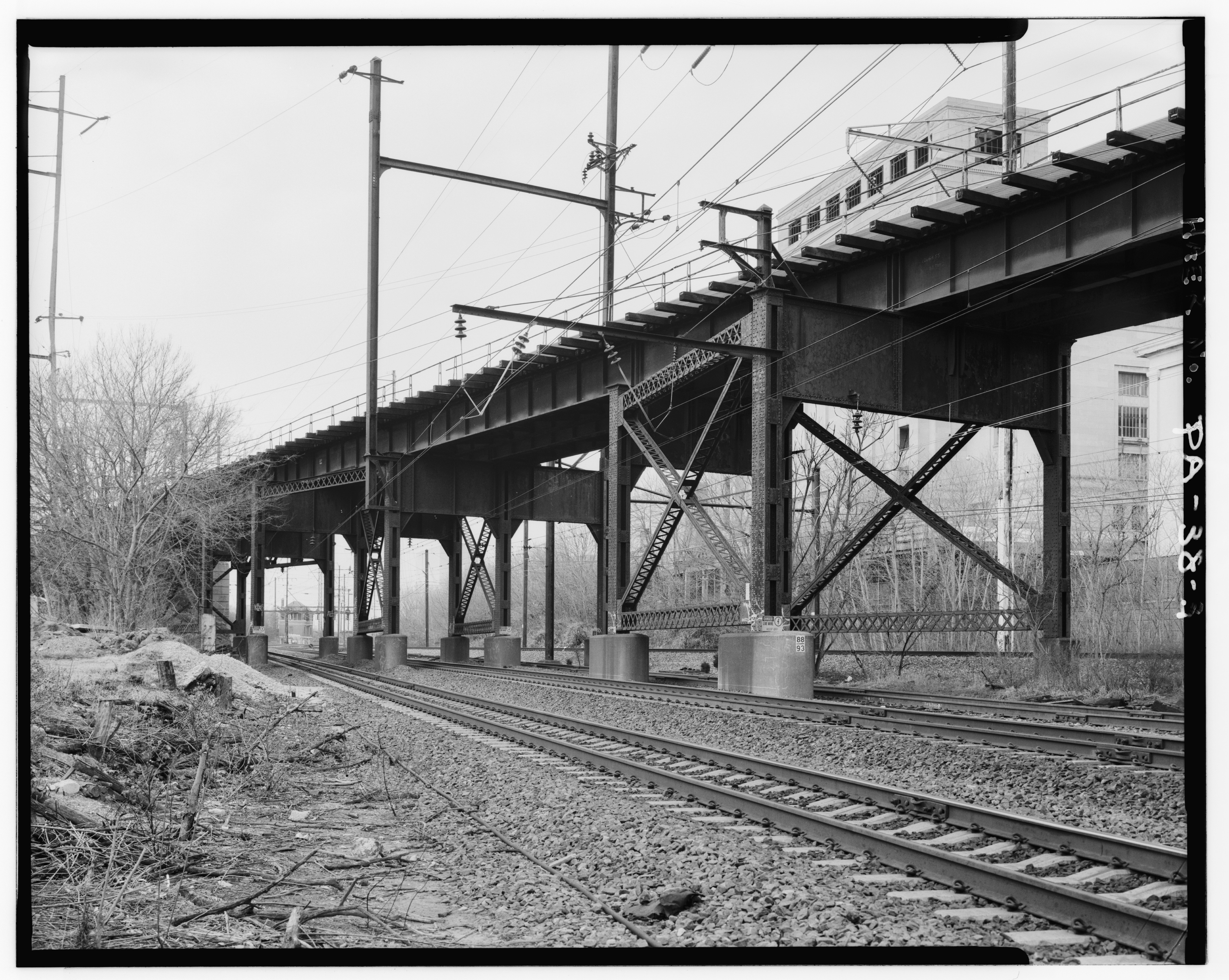
Die Querung des Nordost-Korridors am südlichen Ende.

Eine weitere Ausnahme stellen zwei Querungen des Gleisfelds an den beiden äußeren Enden dar. Dort kreuzen die Gleise seit dem beschriebenen Umbau der Bahnanlagen in einem sehr spitzen Winkel, sodass diese Stahlgerüste seitdem schräg zum Viadukt und parallel zu den darunter kreuzenden Gleisen stehen.

### Bogenbrücke

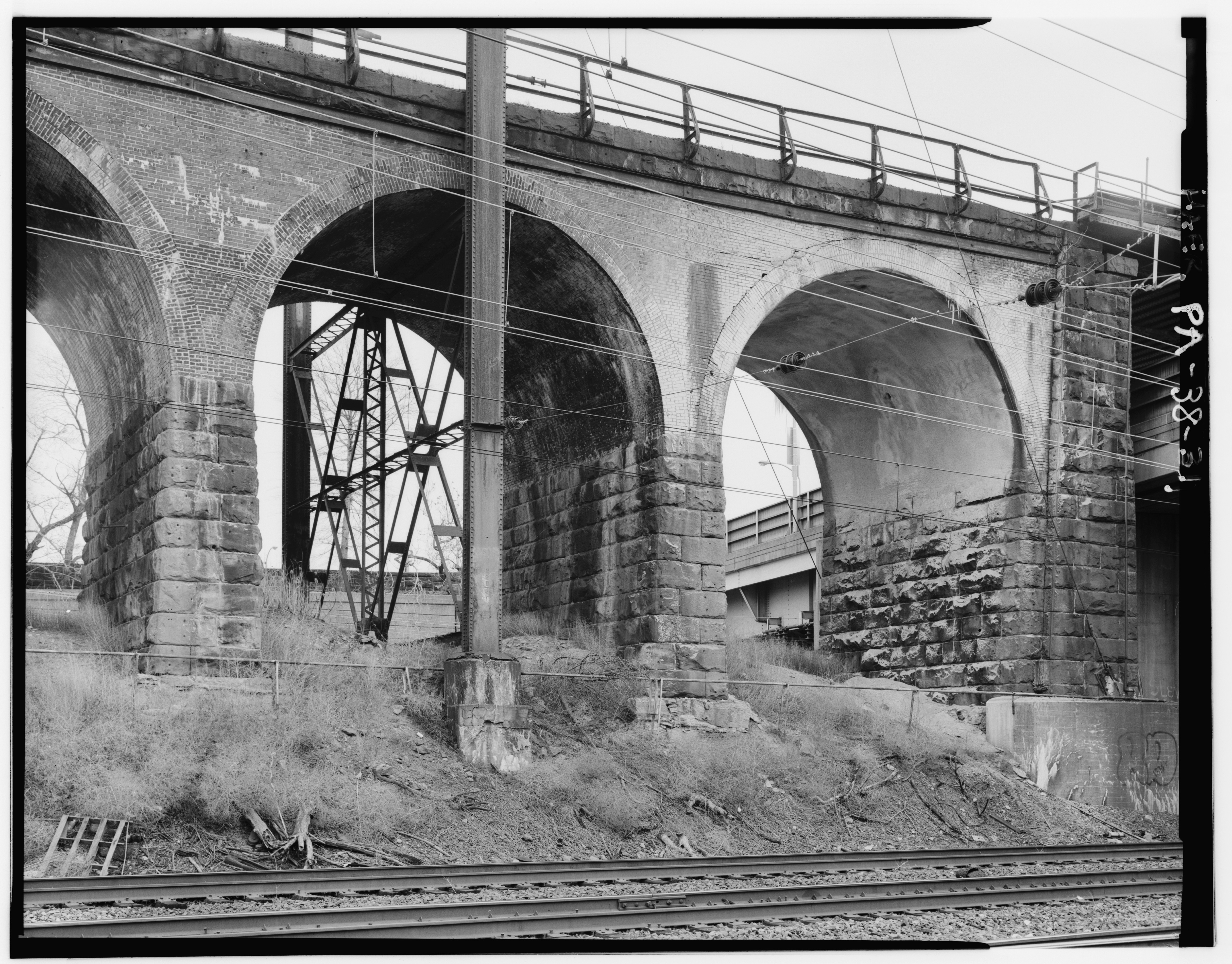
Zwei der gemauerten Bögen.

Die Bogenbrücke am nördlichen Ende ist 320 Meter lang und umfasst 30 Bögen mit je 30 Fuß (9,14 m) lichter Weite. Für das Mauerwerk wurde entgegen den damals üblichen Konventionen der PRR, Brücken so weit wie möglich in Naturstein zu errichten, Ziegelstein verwendet. Damit wurde dieses Bauwerk wahrscheinlich zur längsten Ziegelbrücke der Vereinigten Staaten.
Für den Bau dieses Abschnitts standen zur damaligen Zeit Beton, Naturstein und Ziegel zur Auswahl. Weil Beton als unästhetisch galt und wahrscheinlich zu teuer gekommen wäre, fiel die Entscheidung zugunsten von Mauerwerk. Weil Naturstein in jener großen Menge aber nicht schnell genug hätte beschafft werden können, fiel die Wahl letztlich auf Ziegelstein, obwohl dieser erheblich arbeitsintensiver war.

### Oberleitung
Für die Oberleitung wurden die PRR-typischen Portalmasten verwendet, die an den stark verlängerten oberen Enden ihrer Stützen Bahnstromleitungen tragen. Die Masten sind entweder seitlich an den Stahlstützen des Viadukts montiert oder daneben im Erdboden verankert. Seit dem Abbau der Oberleitung in den 1980ern verlaufen nur noch die Bahnstromleitungen an der High Line entlang.